# Giacomo Aconzio
Giacomo Aconzio (Trento, 1492 — Londres, ~1566) va ser un filòsof i enginyer defensor del protestantisme va viure exiliat a Suïssa, Estrasburg i Anglaterra, on va ser protegit per la reina Elisabet. Va propugnar la necessitat de l'estudi del mètode, la pau religiosa i la superació de les diferències dogmàtiques del reformisme. Escrigué De methodo (1558) i Stratagematae Satanae (1565).
John Selden va aplicar a Aconzio el comentari ubi bene, nil melius; ubi male, nemo pejus. La dedicació de la seva obra a la reina Elisabet il·lustra la tolerància o laxitud religiosa durant els primers anys del seu regnat. Aconzio va trobar un altre patró en el Comte de Leicester, i va morir sobre el 1566.

## Publicacions
- Stratagematum Satanae libri octo (1565)[3]
- De methodo sive recta investigandarum tradendariumque artium ac scientarum ratione libellus, en una col·lecció De studiis bene instituendis (1558)[4]
- Somma brevissima della dottrina cristiana
- Una esortazione al timor di Dio[5]
- Delle osservazioni et avvertimenti che haver si debbono nel legger delle historie